# Henry Deringer
Henry Deringer, född 26 oktober 1786, död 28 februari 1868, var en amerikansk vapensmed. Han är mest känd för att han uppfann och gav  sitt namn till derringerpistolen.

## Biografi
Deringer föddes i Easton, Pennsylvania, den 26 oktober 1786 som tredje barn och första son till kolonialvapensmeden Henry Deringer Senior (1756–1833) och Catherine McQuety (1759–1829). 
Familjen flyttade till Philadelphia där hans far fortsatte arbetet med Kentucky-geväret, både en utsmyckad sportmodell och en grundversion för den amerikanska armén.[källa behövs] Fadern skickade Deringer till Richmond för att bli lärling hos en annan vapensmed där. Henry Deringer flyttade tillbaka till Pennsylvania efter att ha tjänstgjort som lärling.
Den 5 april 1810 gifte han sig med Elizabeth Hollobush i First Reformed Church, Philadelphia.
Deringer dog 1868 vid 81 års ålder och begravdes på Laurel Hill Cemetery i Philadelphia.

## Karriär
År 1806 startade Deringer en affärsverksamhet i Philadelphia där han tillverkade vapen.
Deringers tidiga ansträngningar gällde militära kontrakt – han tillverkade militära pistoler, musketter och gevär, bland annat Model 1814 Common Rifle och Model 1817 Common Rifle. Vidare tillverkade han handeldvapen, avsedda för indianerstammarna. Hans specialitet var fina sportgevär och duellpistoler och i mitten av 1840-talet slutade han arbeta med regeringskontrakt.
År 1825 designade han den första av de stora kaliberna med korta pistoler, vilka skulle komma att leda till betydande rikedom och berömmelse för honom själv. 
Flintlåständning ersattes på senare modeller av tändhatt, även om båda typerna tillverkades och såldes under en tid.
Han förnyade sig; slagverkslocket fulländades omkring 1820 och Deringer marknadsförde de på 1830-talet och möjligen i mitten av 1820-talet.